# Highland games

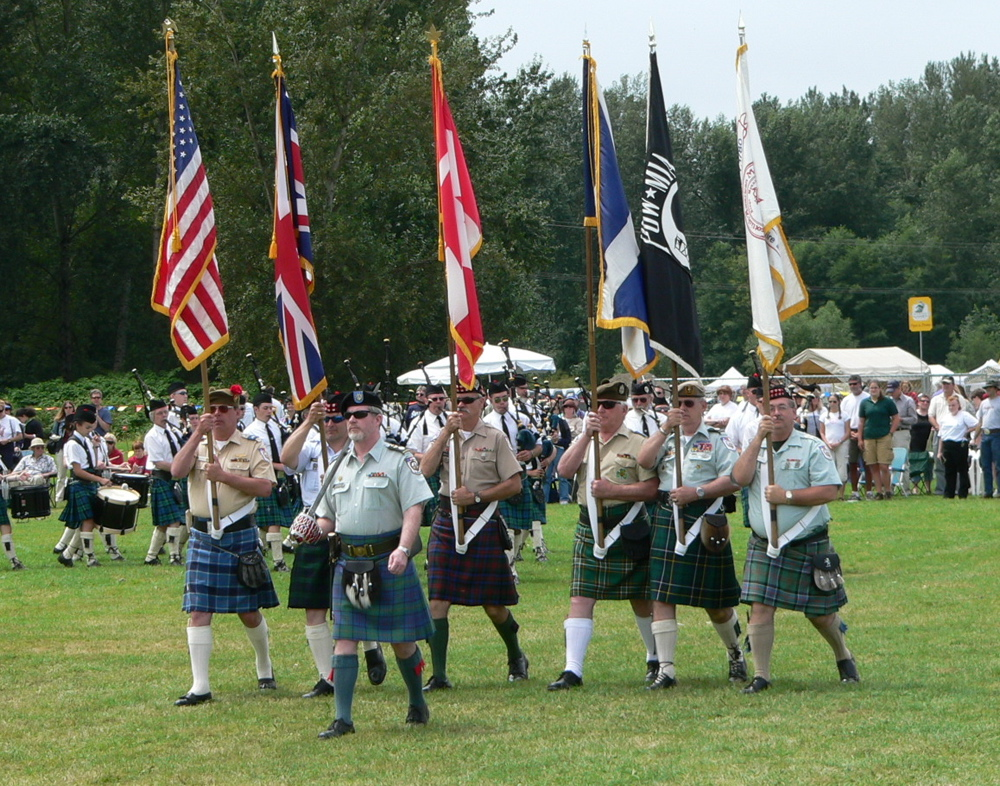
Inauguración de los Highland games de 2005.

Los Highland Games (Juegos de las Tierras Altas de Escocia) son eventos que tienen lugar a lo largo del año para celebrar las culturas escocesa y celta, y en especial la de las Tierras Altas. Aunque se centran en competiciones de gaita y tambor, en bailes regionales y disciplinas atléticas, también incluyen espectáculos y exhibiciones relacionados con otros aspectos de su cultura.
El Cowal Highland Gathering (Juegos de Cowal) se celebra cada agosto en Dunoon, Escocia, y son los Highland games más importantes; reúnen alrededor de 3.500 competidores y cerca de 23.000 espectadores de todo el mundo. Sin embargo, si se tienen en cuenta los juegos a nivel internacional, estos se ven superados en audiencia por los de San Francisco, California, celebrados desde 1865 y organizados por el Caledonian Club.
Se dice que los juegos inspiraron al barón Pierre de Coubertin, quien presenció una exhibición sobre estos en la Exposición Universal de París de 1889, cuando planeaba el retorno de los Juegos Olímpicos.

## Historia
En numerosos programas de los juegos de las Highlands, se menciona que el rey Malcolm III de Escocia organizó una carrera a pie hasta la cima del Craig Choinnich, desde el que se ve la localidad de Braemar, para encontrar al corredor más rápido y convertirlo en su mensajero real. Hay quien cree que este supuesto acontecimiento es el origen de los juegos modernos. Sin embargo, los actuales son en gran parte una invención victoriana, desarrollada tras la expulsión de los gaélicos de las Tierras Altas de Escocia (Highland Clearances).

## Eventos

### Eventos atléticos

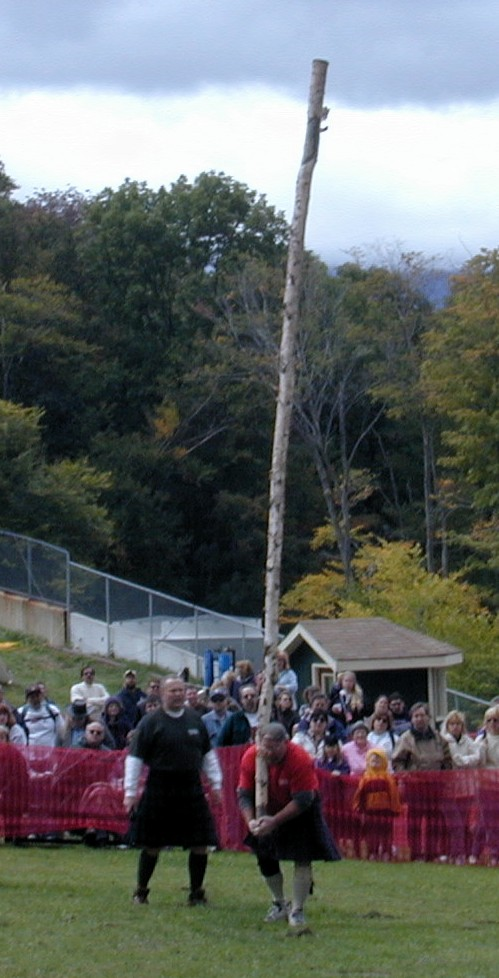
Lanzamiento de tronco en los Highland games de la edición de 2000.

Independientemente de que otras actividades hayan formado parte siempre de estas festividades, todavía muchos consideran que los juegos son las pruebas atléticas y el resto, mero entretenimiento.
Aunque una gran variedad de eventos forman parte de estas competiciones, algunas son especialmente representativas:
- Lanzamiento de tronco (Caber toss): el competidor debe coger con las manos un tronco de pino por el extremo más estrecho y equilibrarlo en posición vertical. Acto seguido corre hacia delante tratando de lanzarlo de manera que dé una vuelta y el extremo superior (más grueso) golpee el suelo primero. El extremo más estrecho, que al principio sujetaba el atleta, aterriza como una aguja que marca las doce en punto con respecto a la dirección de la carrera del competidor.

- Lanzamiento de martillo escocés (Scottish hammer throw): esta prueba es similar al Lanzamiento de Martillo olímpico, pero con una bola de metal acoplada al final de una vara de aproximadamente 1,20 m. Con los pies en posición fija, el competidor hace girar el martillo sobre su cabeza y lo lanza por encima del hombro.

- Lanzamiento de piedra (Stone put): este evento es similar al del Lanzamiento de Peso actual de los Juegos Olímpicos, aunque en lugar de una pesa de acero, se utiliza una gran piedra de peso variable. Además, existen diferencias en las técnicas de lanzamiento permitidas. Por ejemplo, en el “Braemar Stone”, no se permite correr hasta el bordillo para lanzar la piedra, mientras que en la “Open Stone”, el competidor puede emplear cualquier estilo de lanzamiento siempre que coloque la piedra en una mano y la apoye contra el cuello hasta el momento del lanzamiento.

- Lanzamiento de peso, o de bala (Weight throw): los pesos están hechos de metal y tienen un asa unida directamente o mediante una cadena.  Se lanzan utilizando solamente una mano, pero se  puede  usar cualquier técnica, aunque normalmente  se  emplea  la  rotación. Quien alcance mayor distancia gana.

- Lanzamiento sobre listón, o de altura (Weight over the bar): los atletas intentan lanzar un peso de 25,4 kg, que tiene un asa unida, por encima de una barra horizontal empleando solo una mano.  Tienen tres  oportunidades  por  cada  altura, y si consiguen superarla, pasan a la siguiente ronda. El mejor lanzamiento determina la competición. En caso de empate, se tendrá en cuenta el menor número de fallos.

- Lanzamiento de fardo (Sheaf toss): un manojo de paja envuelto en un saco de cáñamo, de 9 kg para los hombres y 4,5 kg para las mujeres, se lanza verticalmente con una horquilla sobre un listón elevado, como en el salto con pértiga. El desarrollo y la puntuación de esta prueba son similares a los de la destreza mencionada anteriormente.

- Maide Leisg (del gaélico-escocés, “Palo perezoso”): es una prueba de fuerza disputada por dos hombres sentados en el suelo con las plantas de los pies del uno contra las del otro. De este modo, sujetan un palo entre las manos y tiran de él hasta que uno de ellos consigue levantar al otro.

Muchos de los participantes de estas disciplinas solían practicar atletismo en el instituto y la universidad, y consideran estos juegos una buena manera de continuar sus carreras deportivas. 

### Eventos musicales
Para muchos de los asistentes de los Highland Games, el acontecimiento más importante es la congregación de las bandas de gaitas. Normalmente se lleva a cabo coincidiendo con la apertura y clausura de los juegos, donde veinte o más bandas tocan y desfilan juntas. Sin embargo, las gaitas y los tambores no es lo único que se puede escuchar en los juegos, ya  que  la  música  es  interpretada  por  una  gran  variedad  de  instrumentos,  tales  como violines  regionales  y arpas,  junto  con  bandas  celtas  y  otros  entretenimientos  musicales. Todo ello está acompañado por una cantidad destacable de gaitas.

### Eventos de danza
En el transcurso de estos juegos, pueden verse bailes de diversos tipos:
- Baile escocés
- Baile de salón
- Ballet clásico
- Baile cuadrado

### Otros eventos
Hoy en día en estos juegos se ofrece una amplia variedad de actividades y eventos. Entre ellos  destacan  los  puestos  de  los  clanes  y  de  los  vendedores  de  productos  típicos escoceses.  Las  distintas  asociaciones  de  clanes  hacen  de  los  Highland  Games  uno  de  los principales focos de interés de las actividades de temporada. 
En  los  juegos  modernos,  las  armerías  exhiben  sus  colecciones  de  espadas  y  armaduras, representando a menudo simulacros de batallas. También suelen realizarse exhibiciones y concursos de perros pastores, mostrando así las habilidades de sus criadores y adiestradores.  Además, se pueden encontrar otros tipos de animales  característicos  de  la  zona,  como  las  vacas  autóctonas  de  las  Tierras  Altas de Escocia.
Por  último, es también muy común la exhibición de varias artes celtas tradicionales y modernas, entre ellas se encuentran los grupos de arpistas (“Harper Circles”), la danza tradicional escocesa, y otras formas de entretenimiento.